# Roger Allers

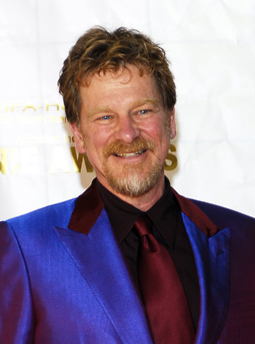
Roger Allers (2007)

Roger Allers (* 1949 in Rye, New York) ist ein US-amerikanischer Filmregisseur, Drehbuchautor und Animator.

## Leben
Allers wuchs in Scottsdale, Kalifornien auf. Er studierte Bildende Kunst an der Arizona State University und kam nach Ende seines Studiums zu den Lisberger Studios, wo er unter anderem für die Sesamstraße oder The Electric Company als Animator arbeitete. Im Jahr 1978 ging er mit Steven Lisberger nach Los Angeles, wo beide an dem Film Die Dschungelolympiade arbeiteten. Er war zudem am Film Tron, einer Co-Produktion von Lisberger Studios und Walt Disney Productions, beteiligt. Allers verließ Lisberger im Jahr 1980 und arbeitete für die Nelvana Studios in Kanada. Er kehrte 1985 nach Los Angeles zurück und wurde als Storyboard-Entwickler bei Disney eingestellt. Sein erster Film bei Disney wurde der 1988 erschienene Oliver & Co. Er arbeitete als Storyboard-Entwickler an Filmen wie Arielle, die Meerjungfrau, Die Schöne und das Biest und Aladdin.
Zum ersten Mal führte Allers beim Trickfilm Der König der Löwen – zusammen mit Rob Minkoff – Regie. Er gewann dafür mit Minkoff den LAFCA Award/Beste Animation der Los Angeles Film Critics Association. Mit Irene Mecchi schrieb er daraufhin das Drehbuch für das Musical Der König der Löwen, das 1997 am Broadway uraufgeführt wurde. Er erhielt mit Mecchi 1998 eine Tony-Nominierung für das Beste Buch. Das zweite Mal führte Allers beim Kurzanimationsfilm Das Mädchen mit den Schwefelhölzern Regie und erhielt dafür 2007 eine Oscarnominierung in der Kategorie „Bester animierter Kurzfilm“. Nach seiner Zeit bei Disney ging Allers zu Sony Pictures. Er arbeitete dort als Regisseur für den ersten Animationsfilm von Sony, Jagdfieber, der 2006 in die Kinos kam.
Allers lebt mit seiner Frau in Kalifornien; der Ehe entstammen zwei Kinder.

## Filmografie (Auswahl)
- 1980: Die Dschungelolympiade (Animalympics)
- 1982: Tron (TRON)
- 1982: A Room Full of Energy
- 1983: Rock & Rule
- 1988: Oliver & Co. (Oliver & Company)
- 1989: Little Nemo – Abenteuer im Schlummerland (Little Nemo: Adventures in Slumberland)
- 1989: Arielle, die Meerjungfrau (The Little Mermaid)
- 1990: Bernard und Bianca im Känguruhland (The Rescuers Down Under)
- 1990: Der Prinz und der Bettelknabe (The Prince and the Pauper)
- 1991: Die Schöne und das Biest (Beauty and the Beast)
- 1992: Aladdin
- 1994: Der König der Löwen (The Lion King)
- 2000: Ein Königreich für ein Lama The Emperor’s New Groove
- 2002: Lilo & Stitch
- 2002: Neue Abenteuer in Nimmerland (Return to Never Land)
- 2004: Der König der Löwen 3 – Hakuna Matata (The Lion King 1½)
- 2006: Das Mädchen mit den Schwefelhölzern (The Little Matchgirl)
- 2006: Jagdfieber (Open Season)
- 2009: Waking Sleeping Beauty

## Auszeichnungen (Auswahl)
- 1992: Nominierung für einen Hugo für Die Schöne und das Biest
- 1993: Nominierung für einen Hugo für Aladdin
- 1994: LAFCA Award, Beste Animation, der Los Angeles Film Critics Association, für Der König der Löwen
- 1998: Nominierung für einen Tony Award, Bestes Buch, für Disney’s: Der König der Löwen
- 2007: Oscarnominierung, Bester animierter Kurzfilm, für Das Mädchen mit den Schwefelhölzern